# إرين كونكور
إرين كونكور (بالتركية: Eren Güngör)‏ هو لاعب كرة قدم تركي في مركزي قلب الدفاع والدفاع، ولد في 2 أبريل 1988 في برغاما في تركيا. شارك مع منتخب تركيا تحت 17 سنة لكرة القدم ومنتخب تركيا تحت 19 سنة لكرة القدم ومنتخب تركيا تحت 21 سنة لكرة القدم ومنتخب تركيا لكرة القدم. أما مع النوادي، فقد لعب مع آلتاي إزمير وكايسري سبور ونادي كارديمير كارابوك سبور.

## وصلات خارجية
- إرين كونكور على موقع الاتحاد الدولي (مؤرشف)  (الإنجليزية)
- إرين كونكور على موقع الاتحاد الأوربي (الإنجليزية)
- إرين كونكور على موقع اتحاد تركيا (لاعب) (الإنجليزية)
- إرين كونكور على موقع قاعدة بيانات كرة القدم.إي يو (الإنجليزية)
- إرين كونكور على موقع ناشيونال فوتبول تيمز (الإنجليزية)
- إرين كونكور على موقع Soccerway.com (الإنجليزية)
- إرين كونكور على موقع عالم كرة القدم.نت (الإنجليزية)